# Morris Kline
Morris Kline (Brooklyn, 1 mei 1908 - aldaar, 10 juni 1992) was een professor in de wiskunde, een schrijver over de geschiedenis en filosofie van en het onderwijs in de wiskunde en daarnaast ook een popularisator van wiskundige onderwerpen.